# PowerBook G3
Az Apple 1997. november és 2001. január között fejlesztett, gyártott és forgalmazott PowerBook G3 névre hallgató hordozható számítógépeket, amelyek értelemszerűen a PowerBook számítógép-családba tartoztak. A gépekbe PowerPC 740/750 (G3) processzor került. A PowerBook G3-as gépeket szokás PBG3 vagy egyszerűen G3-asként említeni írásban és szóban szövegkörnyezettől függően.
A PowerBook G3 a PowerBook 1400 és 3400 gépeket váltotta, az utóda a PowerBook G4 volt. A PBG3 volt az első fekete Apple laptop.
A PowerBook G3 nevet viselő gépek megkülönböztetése nem egységes. Az Apple négy adatlapon nyolc modellt különböztet meg (G3: egy, G3 Series: négy, G3 Bronze: kettő és G3 FireWire: egy). A MacTracker alkalmazás öt modell-verziót ismer (G3, G3 Series, G3 Series (September 1998), G3 Bronze és G3 FireWire, a felosztás megfelel az angol Wikipédia által használt felosztásnak: G3 – Kanga, G3 Series – Wallstreet, G3 Series (September 1998) – Wallstreet II vagy PDQ, G3 Bronze – Lombard és G3 FireWire – Pismo. A nevek a gépek kódnevei. A G3 Series (September 1998) gépre néha a The Rev. 2 PowerBook G3 Series elnevezést használják. A felhasználók leginkább a kódneveket – Kanga, Wallstreet, Lombard és Pismo – használták a PBG3 típus azonosítására.
A Wallstreet, Lombard és Pismo modellek pozitív fogadtatását segítette a sokféle meghajtó, a memória egyszerű bővíthetősége és az, hogy a CPU-t kis kártyára helyezték, és ez a kártya volt az alaplaphoz csatlakoztatva, így ennek cseréje is lehetséges volt. Ez utóbbi okozta, hogy más gyártók – Sonnet, Powerlogix, Wegener Media... – nemcsak a G3-as CPU-frissítéseket kínáltak ezekhez a gépekhez, hanem számos esetben olyan G4-frissítést is, amely ugyan olyan gyorssá tette ezeket a gépeket, mint az Apple által akkoriban kínált kortárs „G4 Titanium” PowerBook.

## Macintosh PowerBook G3 (Kanga)

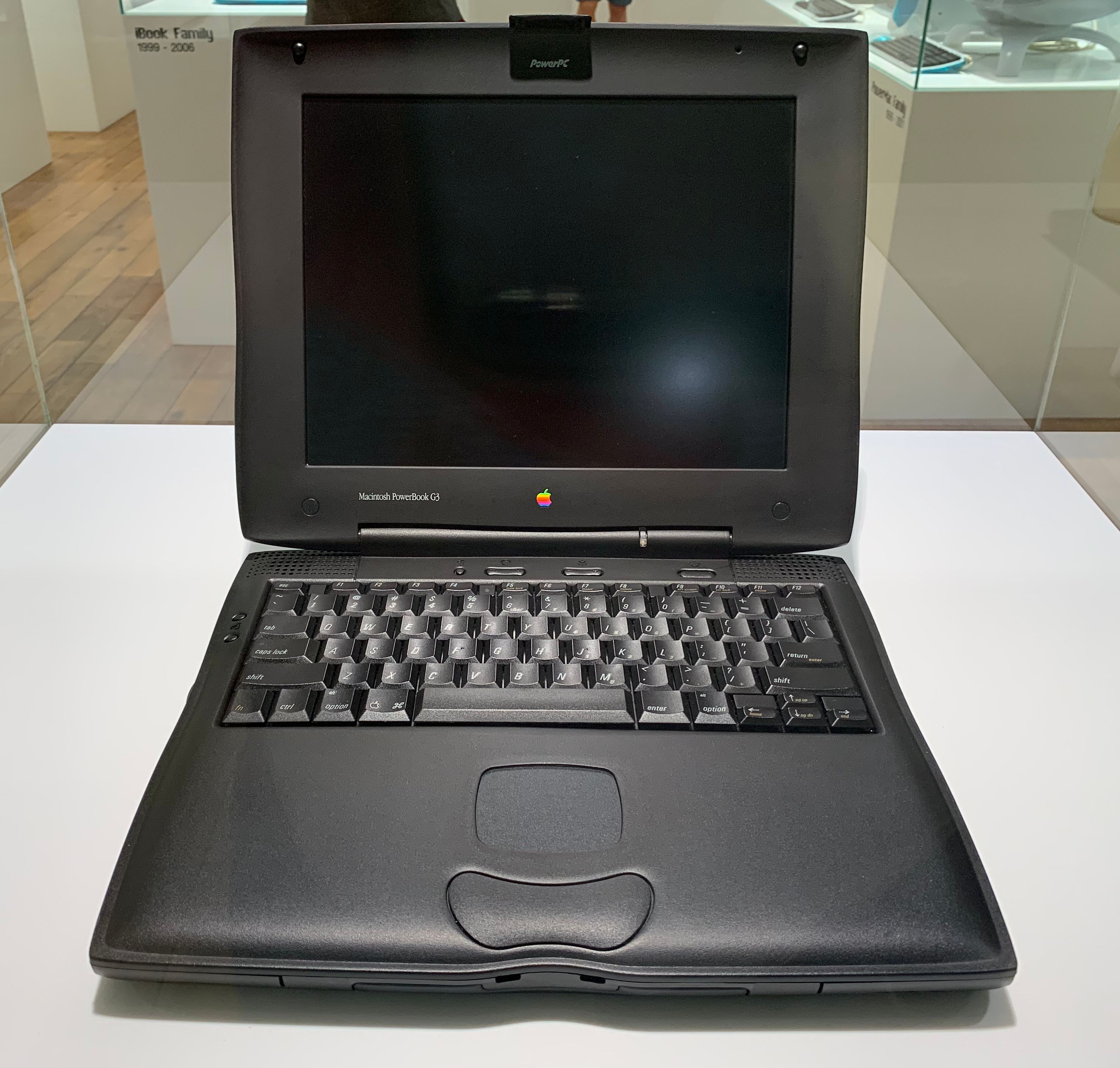
PowerBook G3 a prágai Apple Múzeumban

Az IBM-Motorola-Apple közös összefogással fejlesztette a PowerPC RISC elvű processzor-sorozatot. Az Apple a korábbi gépeiben használt PowerPC 601, 603 és 603e processzoroknak nem adott saját nevet, a PowerPC 740 és 750 esetén igen, mindkettőt G3-nak nevezte. A 750 egy opcionális 256, 512 vagy 1024 kB méretű külső egyesített L2 gyorsítótárat kapott, ebben különbözik a 740-től. Az Apple-világban a processzorra szokás G3, PPC G3-ként is hivatkozni, akár szóban, akár írásban.
A PPC750 nagy sebességű, „hátsó“ (backside) gyorsítótárral tervezték, amely a processzort gyorsabban szolgálta ki, mint egy szabványos L2 gyorsítótár, mert azt korlátozta az alaplap sebessége. A 512 kB-os „hátsó“ (backside) gyorsítótár 100 MHz-en, a processzor 250 MHz-en dolgozott.
A fejlesztés során „Kanga“ kódnevet viselő, hivatalosan Macintosh PowerBook G3 nevű hordozható gépet 1997 november 15-én mutatták be. A korábbi PowerBook 1400-as és 3400-as gépek forgalmazása megszűnt, egyedül a PowerBook 2400c maradt forgalomban. Bemutatásakor a PBG3 a leggyorsabb notebook volt, a címet a 240 MHz-es 603e processzoros PowerBook 3400c-től hódította el. A PBG3 a PowerBook 3400c-n alapult, nem hivatalosan PowerBook 3500 néven említették. Ugyanazt a házat használta, mint a PB3400c, és egy nagyon hasonló alaplapot. Az alaplapi busz sebességét 40 MHz-ről 50 MHz-re növelték, ez inkompatibilitást eredményezett néhány régebbi 3400-as RAM modullal. Az alaplapi RAM-ot megduplázták 16 MB-ról 32 MB-ra. A G3 processzor kétszer gyorsabbá tette a Kangát a PB3400-hez képest,
Az első PowerBook G3-at 12,1"-es TFT SVGA LCD-vel, 5 GB-os merevlemezzel és tálcás 20xCD-ROM  meghajtóval szállították. Ez az egyetlen olyan G3 rendszer, amely hivatalosan nem kompatibilis a Mac OS X operációs-rendszerrel (bár az OS X telepítéséhez különböző, az Apple által nem engedélyezett módszerek is használhatók)
A Kanga kevesebb mint öt hónapig volt a piacon. Sokan úgy gondolják, hogy a gép bemutatása az Apple számára azért volt fontos, hogy mihamarabb megmutassa, mire lesz képes a G3 processzoros hordozható gépe. Másfelől a gép bemutatásával értékes hónapokat nyert a fejlesztés számára, hogy elkészítse azt a G3-as PowerBookot, ami méltó az Apple innovációs hírnevéhez. Bár ez a közvélekedés nem volt a PBG3 előnyére, de sokan döntöttek a megvásárlása mellett, mert így továbbra is használhatták a PowerBook 190, 5300 és 3400 modellek bővítőrekesz moduljait, akkumulátorait és egyéb perifériáit. A PBG3 méretében kisebb és szélesebb volt, mint a későbbi Powerbook G3-asok, a Kanga maradt a legkisebb laptop egészen az Apple iBook 1999 júliusi bemutatásáig.

## PowerBook G3 sorozat (Wallstreet)

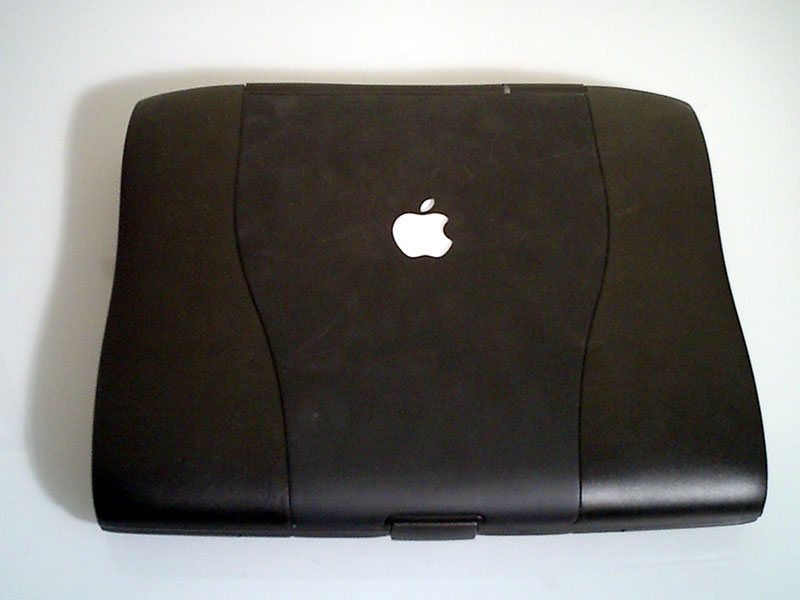
PowerBook G3. Jól látható az új ház dizájn

Az 1998 márciusában bejelentett PowerBook G3 sorozat (PowerBook G3 Series) nevével ellentétben egy hordozható gépet jelentett, amelyet viszont számos összeállításban, konfigurációban lehetett megvásárolni. A gépet a Mac-felhasználók leginkább fejlesztési kódnevén említik – Wallstreet –, mert ez a név egyértelműbb az Apple hivatalos elnevezésénél. A gépet teljesen áttervezték, új házat kapott, amely könnyebb és lekerekítettebb volt, mint az előző.Ez volt az utolsó PowerBook, amit az Apple ír corki gyárában szereltek össze.
A Wallstreet volt az első rendelésre összeállítható (BTO – Build to Order) PowerBook gép. Az, hogy minden gépben használt alaplapra 233, 250 vagy 292 MHz-es G3 processzor kerül, az a felhasználó döntése volt – a leglassabb processzort a Maces felhasználók "Mainstreet"-nek nevezték. Ugyanígy eldönthető volt, hogy 12"-os passzív mátrix (800x600 képpont felbontás), egy 13,3"-es vagy 14,1"-es TFT aktív mátrix (1024x768) képernyővel szerelik a megrendelt PowerBookot. A modellek 4 MB VRAM-mal voltak szerelve, ez lehetővé tette a „színmilliók” használatát. A 13,3"-es kijelzőjű gépeket gyorsan meghibásodó, túl rövid szalagkábellel szállították, ami számos garanciális javításhoz vezetett, ez arra késztette az Apple-t, hogy a 13,3"-es modellt eltávolítsa a kínálatból. A modellben két RAM bővítőhely volt, amelyekbe 100 MHz-es 32, 64 vagy 128MB-os RAM modulok kerülhettek, így a gép 32–192MB memóriás volt.
A Wallstreet két használat közbeni cserét lehetővé tevő hellyel (öböllel, rekesszel) rendelkezett, amelyekbe akkumulátort vagy bővítőmodult lehetett betenni. A bal oldali hely 3,5 inches, a jobb 5,25 inches volt. Két Card Bus kompatibilis PC-kártyanyílás növelte a gép testre szabhatóságát. A Wallstreet volt az első PowerBook, amely ATA meghajtót használt. Ez azt jelentette, hogy más gyártók CD- és DVD-eszközeit is a PowerBookhoz lehetett csatlakoztatni, ezek általában olcsóbbak voltak, mint az Apple által kínáltak.
A G3 sorozat nagy, újratervezett billentyűzettel rendelkezett, Újdonság volt a Funkciógomb (Fn), amely lehetővé tette, hogy a billentyűzet egy teljes méretű, 105 gombos billentyűzet funkcionalitását vegye fel, így pótolva a numerikus billentyűzet hiányát. Az FN billentyű megtalálható a 2023-as Macintosh gépeken is, de más feladatot lát el.
A gép ára függött a műszaki tartalomtól. A legolcsóbb PBG3s 2299 dollárba került. A hasonló, de 13.3 hüvelykes aktív mátrix kijelzős gép ára 2999 dollár volt, 14,1 hüvelykes kijelzővel 3499 dollárt kértek a Wallstreetért. A maximálisan kiépített PowerBook G3 Series ára 7000 dollár köré esett.

## PowerBook G3 sorozat Rev. 2 (Wallstreet II, PDQ)

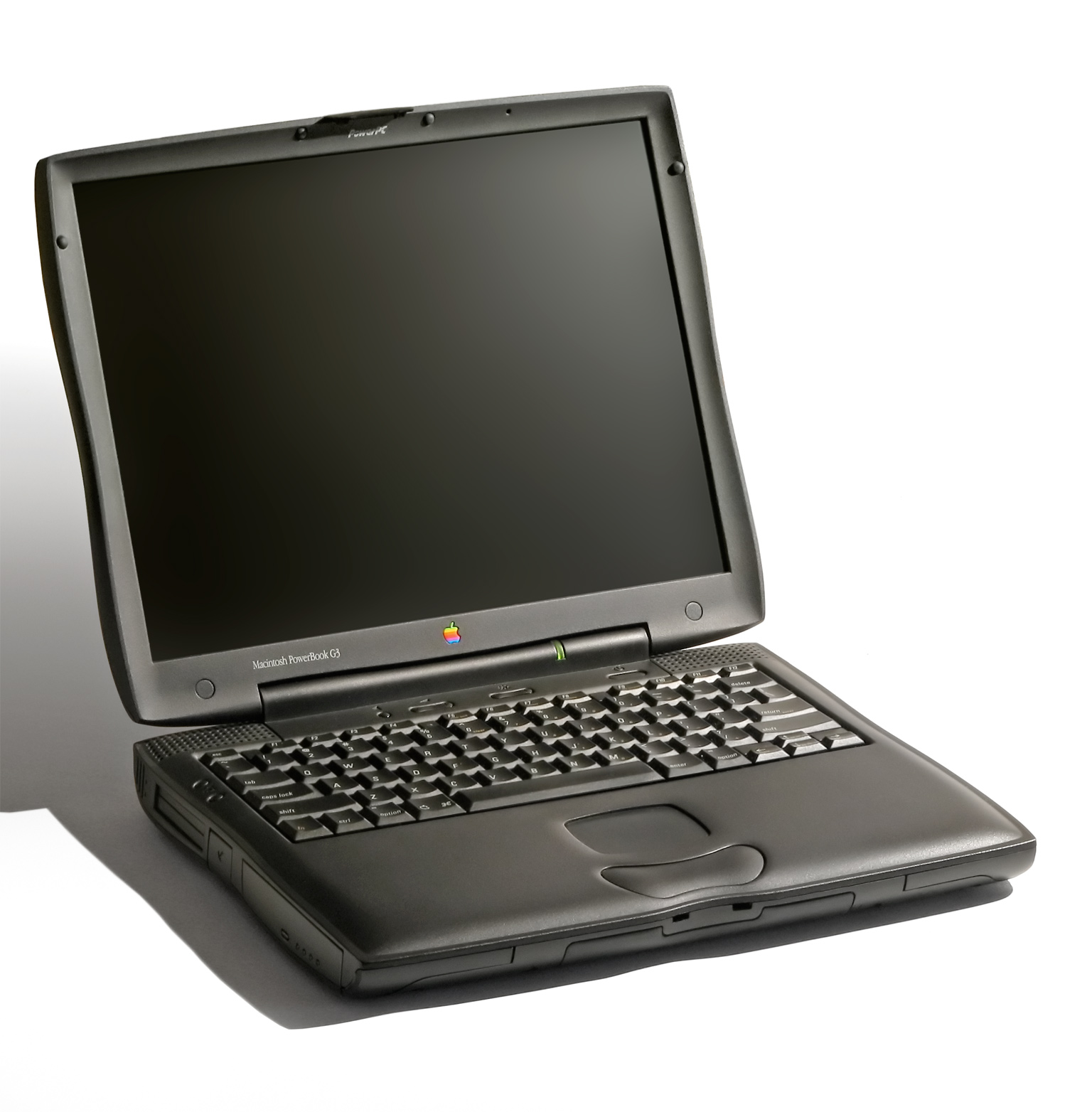
PowerBook G3 Series Rev. 2 – kódnevén Wallstreet II vagy PDQ

A Wallstreet dizájnját 1998 augusztusában frissítette az Apple, a PowerBook hivatalos neve a kommunikációs szempontból használhatatlan PowerBook G3 Sorozat Rev. 2 lett, a felhasználók továbbra is Wallstreetként hivatkoztak a gépre, csak ritka esetben jelezték, hogy ez a második verziója ennek a PowerBooknak. A G3-as processzorok gyorsabb órajelet kaptak, létezett 233 MHz-es, 266 MHz-es és 300 MHz-es változat. Csak a leglassabb gépnél maradt a 12 inches kijelző, a gyorsabbak 14,1 inches kijelzővel készültek.
A ház nem változott, továbbra is két dokkolórekeszt tartalmazott. A bal oldali rekeszbe akkumulátor, 3,5 inches hajlékonylemez, harmadik féltől származó Zip-meghajtó vagy egyéb kiegészítő helyezhető el. A jobb oldali 5,25 inches rekeszbe már optikai meghajtó – CD-ROM vagy DVD-ROM – is befért. Egy kis belső nikkel-kadmium akkumulátor lehetővé tette a fő akkumulátorok cseréjét, miközben a számítógép "aludt". Mivel mindkét rekeszbe befért egy-egy akkumulátor, az számítógép üzemideje megduplázódott. A DVD-ket a CardBus (PCMCIA) kártyába épített hardveres dekóder segítségével lehetett lejátszani. A PowerBook G3 sorozat volt az utolsó Apple számítógép, amelyen szivárványszínű Apple logó volt látható, és az utolsó Mac, amely támogatta az Apple SuperDrive-ot. Az első PBG3 Series-t Corkban, a Rev. 2-t Tajvanon gyártották. Így a gép alján található gyártási címke az, ami egyértelművé teszik hogy G3 Series első vagy második sorozatához tartozik az adott PBG3.
Volt egy limitált kiadású, 233 MHz-es 12,1 hüvelykes aktív mátrixos modell ára 2299 dollárért kínálták. A 14,1 hüvelykes 233 MHz-es modellt 2799 dollárért, a 266 MHz-es modellt 3499 dollárért, a 300 MHz-es modellt pedig 3999 dollárért adták.

## PowerBook G3 bronz billentyűzet (Lombard)

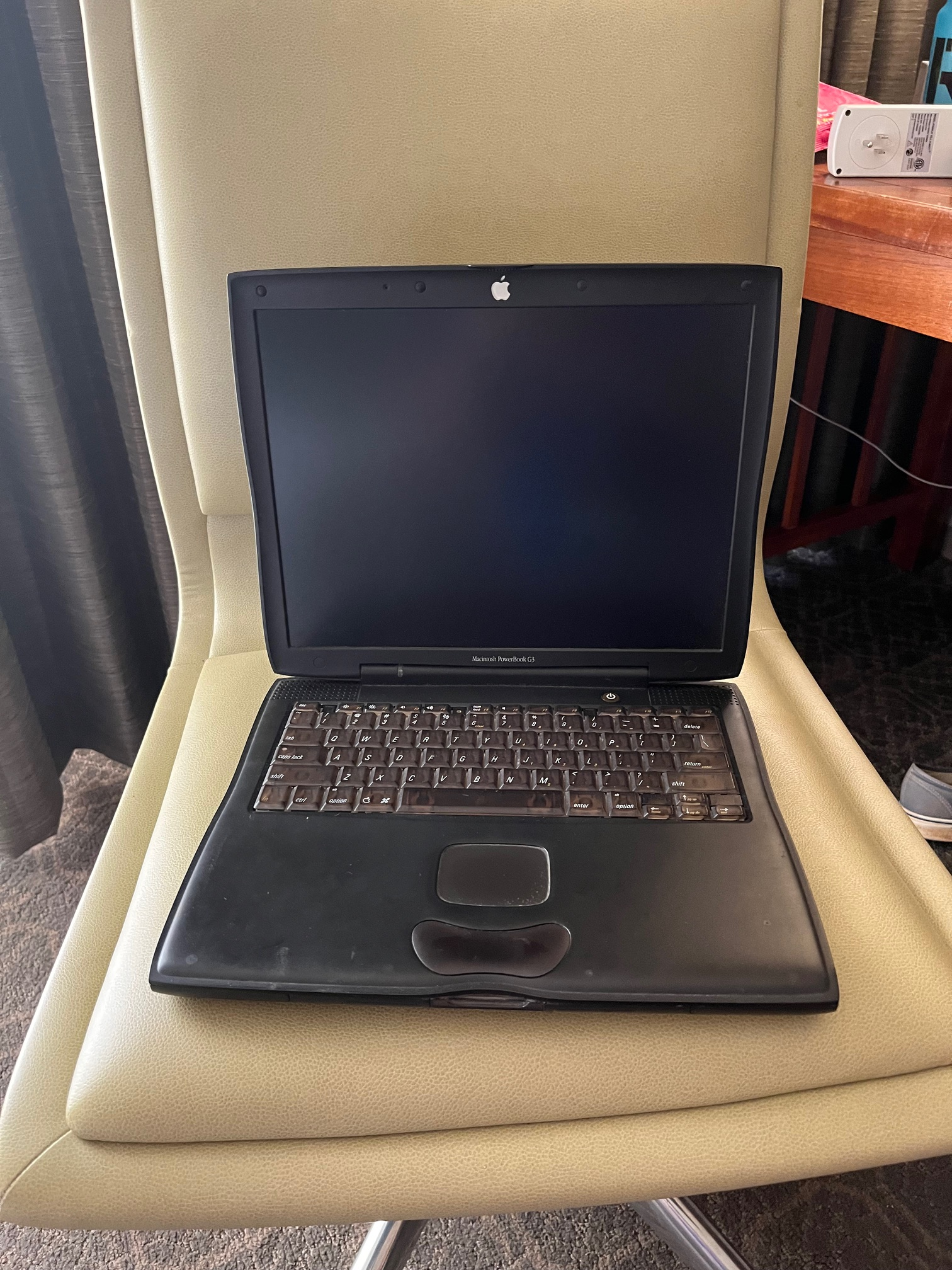
A bronz színű billentyűzetes PowerBook G3

A PowerBook G3 harmadik generációját – a Series és a Series Rev. 2 egy generáció két változata volt – 1999 májusában mutatta be az Apple. Laposabb és könnyebb volt, mint elődje. Az akkumulátor élettartama nőtt, ha a Wallstreet II-höz hasonlóan a felhasználó az optikai meghajtó helyére is akkumulátort tett, akkor akár tíz óra munkavégzést is biztosított a számítógép. A billentyűzetet is fejlesztették, áttetsző, bronz színű műanyag borításával a gép névadója lett, ez a „bronz billentyűzet“ név oka. Ez volt az első Apple laptop is, amelynek a kijelző hátulján háttér-világítású Apple logó volt.
A Lombard tulajdonosok felhasználhatták a Wallstreet II-höz készült belső merevlemezeket. A Lombard bővítőrekeszbe készült DVD–, CD–, floppy–meghajtók, valamint az akkumulátor használható volt a PowerBook G3 következő generációjánál, a FireWire (Pismo) gépben is, de lefelé nem voltak kompatibilisek a bővítők.
A 400 MHz-es modell hardveres MPEG-2 dekódert tartalmazott a DVD lejátszáshoz, a 333 MHz-es modellből ez kimaradt, az ilyen PowerBookot vásárlók számára a Wallstreethez készült PC-kártya jelentette a megoldást. A 233 MHz-es modellnél opcionális volt a DVD-meghajtó, a 400 MHz-es változatnál alapfelszereltség. A DVD-lejátszás további optimalizálása lehetővé tette mindkét modell számára a DVD-k lejátszását hardveres segítség nélkül. Ez volt az első PowerBook modell, amelyen USB-portok találhatók, ezek váltották a korszerűtlenné vált ADB-portokat, bár a billentyűzet és az érintőpad továbbra is belső ADB-interfészt használt. A SCSI-port megmaradt, és megjelent a 10Base-T/100Base-T Ethernet csatlakozó. A grafikus támogatást a PCI buszon csatlakozó ATI Rage LT Pro lapkakészlet biztosította, így volt képes a gép a 14,1 hüvelykes LCD-t 1024×768-as maximális színes felbontással használni.
A PowerBook G3 Bronze Keyboard gép a Mac OS 8.6–10.3.9 operációs rendszerek használatát támogatta. Nem hivatalosan az OS X is telepíthető volt, ha azonos RAM került a két foglalatba. Egy kisegítő alkalmazással –  XPostFacto 4 – az OS X 10.4 (Tiger) verzió is futtatható volt.

## PowerBook FireWire (Pismo)

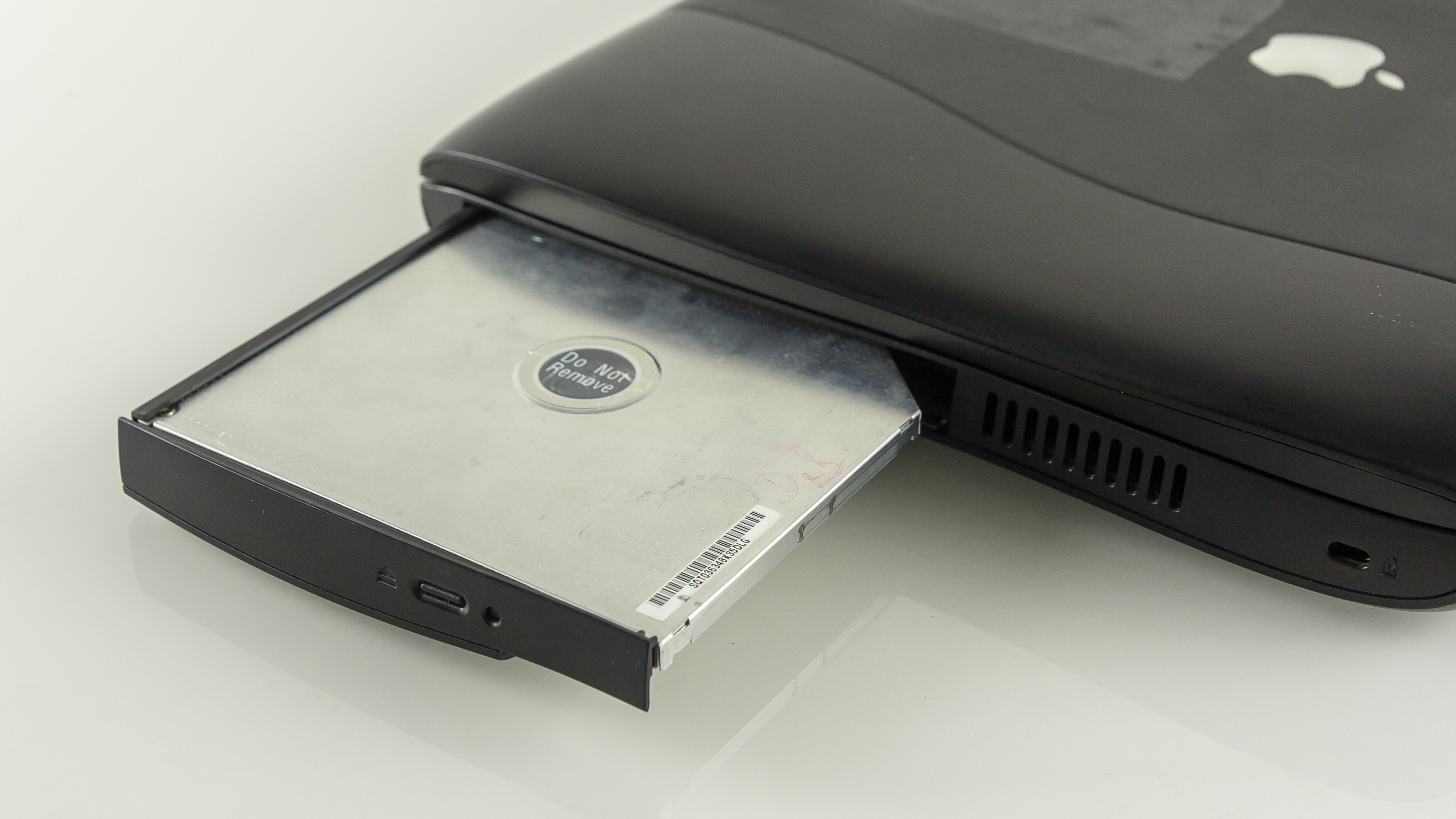
PB FireWire félig kihúzott (vagy betolt) DVD lejátszóval. A DVD kezelőszervei az előlapon láthatók

A PowerBook G3 (Pismo) negyedik generációját – a Series és a Series Rev. 2 egy generáció két változata volt –  2000 februárjában mutatták be. A kaliforniai Pismo Beach városa után a "Pismo" kódnevet kapta. Az Apple a gép nevéből kihagyta a „G3“ jelzést, a következő PowerBook G4 nevébe visszakerült a processzorra történő utalás, és a későbbi PowerBook nevekben is ott maradt a G4.

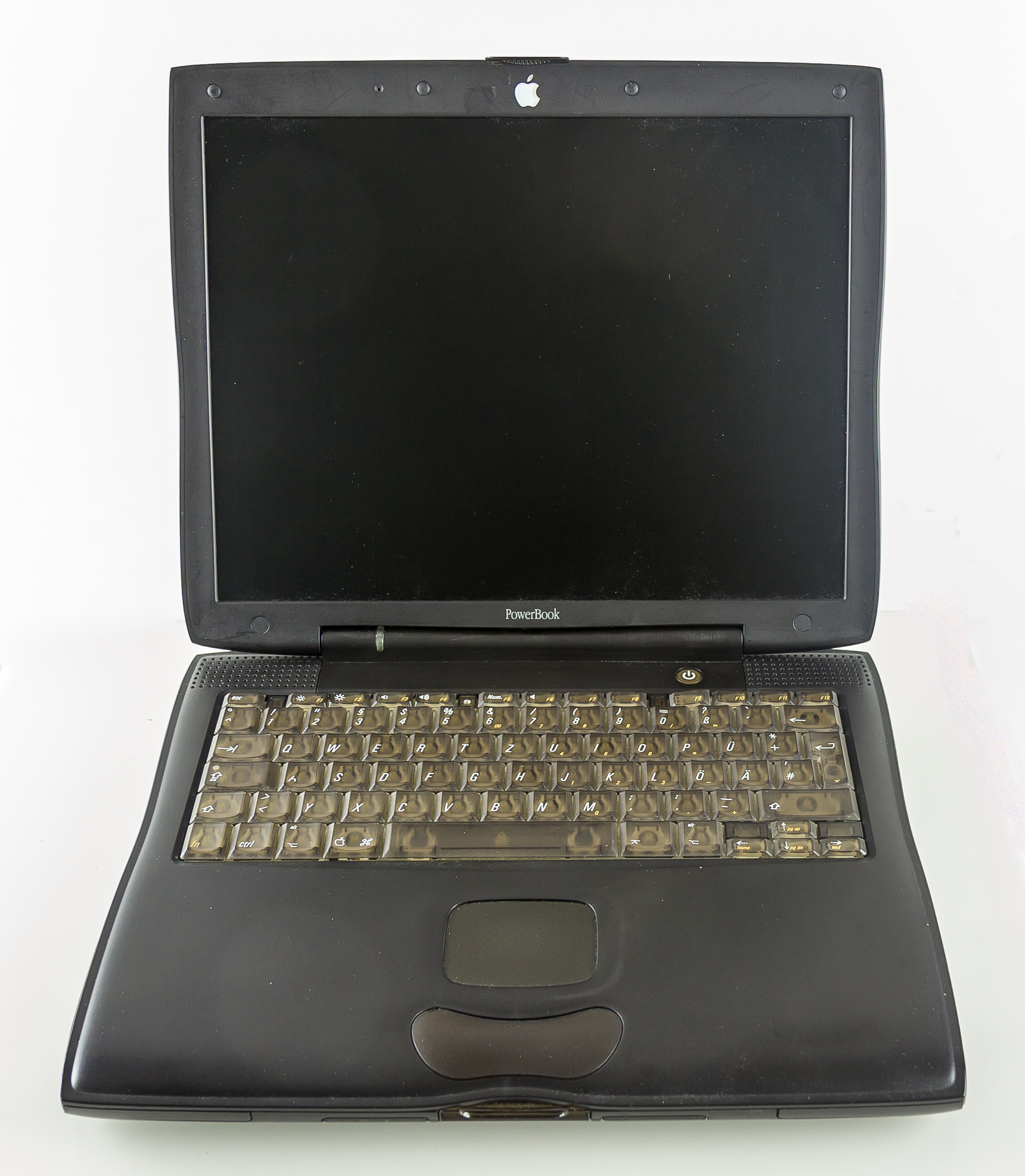
PowerBook FireWire, az utolsó G3-as processzorú hordozható számítógépe az Apple kínálatában

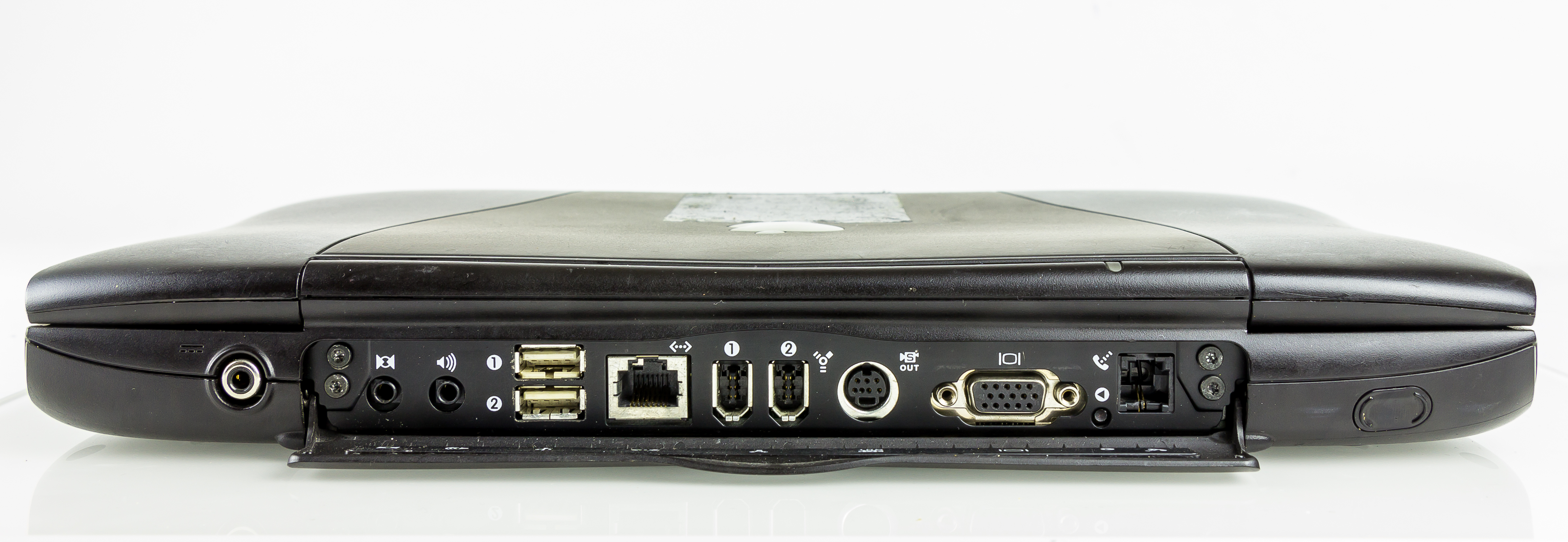
A képen a PB FireWire (Pismo) hátoldala látható. A csatlakozók balról jobbra: két audio, két USB egymás felett, Ethernet, két FireWire 400-as, S-video, külső kijlező és a telefon-kábel a modem számára. Ez utóbbin akár fax küldésére és fogadására is képes volt a Macintosh

Az Apple a Lombard alaplapját fejlesztette tovább. A Pismo-t 400 vagy 500 MHz-es CPU-sebességgel gyártották, a 100 MHz-es buszsebesség egyharmadával több, mint a Lombardé. Az alaplap architektúrája fontos fejlesztésen esett át, a korábban használt SCSI-t a FireWire (IEEE 1394) váltotta fel.
A grafika PCI kártyája egy AGP-csatlakozású ATI Rage Mobility 128 lett bővíthetetlen 8 MB videomemóriával, a kijelző felbontása nem változott, színes 1024x768 képpont maradt. A 6×DVD-ROM meghajtó szabványossá vált. Ez volt az első PowerBook is, amelyhez hivatalos opcióként az AirPort-hálózat is tartozott, a korábbi modellekhez különféle, harmadik gyártótól származó CardBus-kártya segítségével lehetett megoldani a wi-fi kapcsolódást.
A bal oldali bővítőrekesz a Lombardhoz hasonlóan csak akkumulátort tudott befogadni, a jobb oldali rekeszbe tálcás vagy nyílásba tölthető ComboDrive vagy SuperDrive, Zip 100, Zip 250 meghajtó, hajlékonylemez meghajtó, második merevlemez vagy második akkumulátor került. A Lombard és a Pismo ugyanazokat a bővítőrekesz-eszközöket fogadta el.
A Pismo alap-konfiguráció ára 2499 dollár, az erősebbé 3499 dollár volt. A Mac OS 9.0.2 és 10.4.11 közötti verziói hivatalosan támogatottak. Egy ideig processzor frissítések – G3 750FX 900 MHz-ig és G4 7410LE 550 MHz-ig – voltak elérhetők a Pismo-hoz. A Pismo volt az utolsó PowerBook G3-as számítógép. Ezt a PowerBook G4 sorozat követte.

## Technikai adatok táblázatban
A táblázat nem tartalmazza az összes műszaki paramétert. Az egyes modelleknél a bemutatáskor érvényes adatokat soroljuk fel, a későbbi frissítéseket nem. Az adatok az Apple adatlapjáról származnak, a hiányzó adatok – egyes gépeknél a kivezetés időpontja, az összes kijelző adat, üzemóra adat... – a MacTracker alkalmazásból valók.

| Gép nevekódnevebemutatva kivezetve                                                                         | Méretmagasság szélesség mélység súly                             | Processzorprocesszor, órajel L1 és L2 cache                       | Tárolásmerevlemezoptikai lemezhajlékonylemez                                            | Eredeti operációs rendszer | Memóriaalaplapon @sebességhely                | Kijelzőfizikai méret, legjobb felbontásVRAM                                                                          | Táp akkumulátor, max. telj.becsült üzemidő                           | Csatlakozók, bővíthetőség |
| --- | ---------------------------------------------------------------- | ----------------------------------------------------------------- | --------------------------------------------------------------------------------------- | -------------------------- | --------------------------------------------- | --- | -------------------------------------------------------------------- | --- |
| PowerBook G3 Kanga1997. nov. 15. 1998. május                                                               | 61 mm 290 mm 240 mm 3,4 kg                                       | G3 @250 MHz nincs, 512kB                                          | 5GB ATA20xCD-ROM1,44 MB                                                                 | Mac OS 8.0                 | 32MB @60ns1 hely, 4–128 MB                    | 12,1" aktív-mátrix LCD800 x 6002MB VRAM                                                                              | 47 Wh Litiumion, 45 W, 1,88 A 2–4 óra                                | * Type II: 2 * ADB: 1 * SCSI: 1 HDI–30 * Geoports: 1 * Ethernet: 10BaseT * mikrofon: Line in + printer, fejhallgató, hangszóró                             |
| PowerBook G3 SeriesWallstreet, PDQ1998. május 1998. aug.                                                   | 51 mm 323 mm 264 mm 3,3 kg (12,1") 3,4 kg (13,3") 3,5 kg (14,1") | G3 @233 MHz 64kB, nincsG3 @250 MHz 64kB, 1MBG3 @292 MHz 64kB, 1MB | 233 MHz és 250 MHz: 2GB vagy 4GB IDE 292 MHz: 2GB vagy 4GB vagy 8GB IDE20xCD-ROM1,44 MB | Mac OS 8.1                 | nincs2, 144 tűs SDRAM 32, 64, 128 MB @10ns    | 12,1" STN passzív-mátrix 800 x 60013,3" TFT XGA aktív-mátrix 1024 x 76814,1" TFT XGA aktív-mátrix 1024 x 7682MB VRAM | 49 Wh Litiumion, 45 W, 1,2 A 3,5 óra egy, hét óra két akkumulátorral | * Type II: 2 * ADB: 1 * SCSI: 1 HDI–30 * Geoports: 1 * Ethernet: 10BaseT * mikrofon: PlainTalk + printer, modem, fejhallgató, hangszóró                    |
| PowerBook G3 Series Rev. 2Wallstreet II, PDQ1998. szept. 1. 1999. május                                    | 51 mm 323 mm 264 mm 3,3 kg (12,1") 3,5 kg (14,1")                | G3 @233 MHz 64kB, 512kBG3 @266 MHz 64kB, 1MBG3 @300 MHz 64kB, 1MB | 2GB, 4GB vagy 8GB IDE20xCD-ROM1,44 MB                                                   | Mac OS 8.1                 | nincs2, 144 tűs SDRAM 32, 64, 128 MB @10ns    | 12,1" SVGA aktív-mátrix 800 x 60014,1" TFT XGA aktív-mátrix 1024 x 7682–4MB VRAM                                     | 49 Wh Litiumion, 45 W, 1,2 A 3,5 óra egy, hét óra két akkumulátorral | * Type II: 2 * ADB: 1 * SCSI: 1 HDI–30 * Geoports: 1 * Ethernet: 10BaseT * mikrofon: PlainTalk + printer, modem, fejhallgató, hangszóró                    |
| PowerBook G3 Bronze KeyboardLombardbe: 1999. május 1. (333 MHz) be: 1999. május 7. (400 MHz) 2000. február | 41 mm 323 mm 264 mm 2,7 kg                                       | G3 @333 MHz 64kB, 512kBG3 @400 MHz 64kB, 1MB                      | 333 MHz: 4GB, 6GB és 10GB IDE 400 MHz: 6GB és 10GB IDE24xCD-ROM vagy 2xCD-ROMnincs      | Mac OS 8.6                 | nincs2, 144 tűs SO-DIMM 64, 128, 256 MB @10ns | 14,1" TFT aktív-mátrix 1024 x 7688MB VRAM                                                                            | 50 Wh Litiumion, 45 W, 1,2 A 5 óra egy, tíz óra két akkumulátorral   | * Type II: 1 * Ethernet: 10BaseT * 56k modem * SCSI: 1 HDI–30 * USB 1: 2 + printer, audio, fejhallgató, infrared, hangszóró                                |
| PowerBook FireWirePismo2000. február 15. 2001. január 9.                                                   | 43 mm 323 mm 264 mm 2,8 kg                                       | G3 @400 MHz 64kB, 1MBG3 @500 MHz 64kB, 1MB                        | 333 MHz: 4GB, 12GB és 18GB ATA 24xCD-ROMnincs                                           | Mac OS 9.0                 | nincs2, 144 tűs SO-DIMM 64, 128, 256 MB @10ns | 14,1" TFT aktív-mátrix 1024 x 7688MB VRAM                                                                            | 50 Wh Litiumion, 45 W, 1,2 A 5 óra egy, tíz óra két akkumulátorral   | * Type II: 1 * Ethernet: 10/100BaseT * 56k modem * USB 1: 2 * FireWire 400: 2 * opcionális AirPort hely + printer, audio, fejhallgató, infrared, hangszóró |

## PowerBook számítógépek az időben
| PowerBook és iBook számítógépek idővonalon |
| --- |
| A grafikon adatai utoljára 2023. december 19-én frissültek. A szín sötétebb változata az egymást követő gépek megkülönböztetését szolgálja. A színek kezdete a bemutató időpontja, a forgalmazás több esetben is hónapokkal később kezdődött. Megeshet, hogy egy csík végét kitakarja egy másik csík eleje. Előfordul, hogy a gyártás befejezését követően még egy ideig forgalomban marad a Mac adott verziója. Az adatok forrása a Jegyzetekben található. |

## Érdekesség
Sarah Jessica Parker a Szex és New York sorozatban PowerBook G3-on írta cikkeit. Valójában két azonos gépet használt, az egyik a Smithsonian Intézetbe került, a másik gépet 2023 végén aukción lehetett megvásárolni. Ez utóbbi gépen megtalálható Microsoft Word formátumban pár olyan dokumentum, amit a Parker alakította szereplő gépelt be és látható volt a nézők számára is.